# Chimanimani (Simbabwe)
Chimanimani ist ein Ort am Fuß des Chimanimani-Bergmassivs in Simbabwe, der etwa 100 Kilometer südlich von Mutare im gleichnamigen Distrikt der Provinz Manicaland liegt.

## Beschreibung
Der Ort wurde durch Thomas Moodie 1892 als Melsetter gegründet und 1895 an seine heutige Stelle verlegt. Nach der Unabhängigkeit Simbabwes wurde er 1980 zuerst in Mandidzudzure umbenannt, bevor er 1982 seinen heutigen Namen erhielt.
Der Ort ist das Verwaltungs- und Versorgungszentrum des Distrikts sowie Anlaufpunkt für den Chimanimani-Nationalpark und verfügt über einfache touristische Infrastruktur.

## Persönlichkeiten
- Tendai Chatara (* 1991), Cricketspieler